# Ghezireh Palace

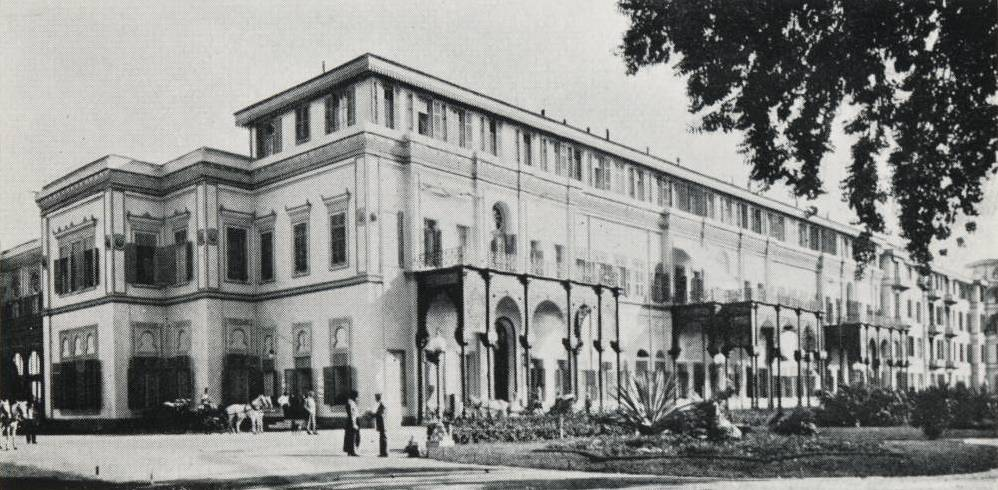
Het hotel in 1906

Het Ghezireh Palace Hotel in Caïro is in 1894 door de Compagnie Internationale des Grands Hôtels (CIGH) geopend voor toeristen die een bezoek aan Egypte brachten. In 1905 heeft de CIGH de exploitatie gestaakt. Het hotel is gelegen op het eiland Gezireh in de wijk Zamalek. Het Ghezireh Palace is gebouwd voor onderkoning Ismail Pascha als gastenverblijf voor hoogwaardigheidsbekleders die voor de opening van het Suezkanaal in 1869 naar Egypte zouden komen. In 1889 werd het verkocht en begon de ombouw tot hotel. In de concurrentieslag met de Britse concurrent Cook & Son kocht de CIWL eerst de directeur van Cook's hotel in Caïro, het Shepheards Hotel, weg. Daarna fourneerde CIWL baas Nagelmackers een flinke som geld aan de festiviteiten commissie in Caïro. Deze organiseerde in 1896 de Fêtes de Ghezireh in het Ghezireh Palace hotel. Hiermee verkreeg het Ghezireh Palace Hotel veel goede publiciteit ten koste van de concurrent. Het hotel maakt tegenwoordig deel uit van het Marriott Hotel in Caïro  